# Méliphage barbe-rouge
Anthochaera carunculata
Espèce
Statut de conservation UICN

 LC  : Préoccupation mineure
Le Méliphage barbe-rouge (Anthochaera carunculata) est une espèce de passereau méliphage trouvé en Australie qui a développé une longue langue terminée en brosse qui lui permet de se nourrir du nectar des fleurs. La langue est projetée rapidement et de façon répétée dans la corolle d'une fleur, la mandibule supérieure servant ensuite à comprimer la langue et en extraire le liquide quand le bec est fermé.
Bien que les méliphages ressemblent beaucoup aux autres oiseaux qui se nourrissent de nectar (comme les Nectariniidae), ils ne sont pas parents et leur ressemblance est due à une évolution convergente.
Il a été décrit pour la première fois par John White dans son Journal of a Voyage to New South Wales (1790).

## Description
Le méliphage barbe-rouge est un grand oiseau mesurant jusqu'à trente cinq centimètres de long avec un plumage gris brun, des yeux rouges, des caroncules rouges de chaque côté du cou des sillons blancs sur la poitrine et le ventre qui deviennent de grandes taches jaunes près de la queue. Les jeunes ont les caroncules moins voyantes et les yeux marron.

## Distribution et habitat
On le trouve au sud-est du Queensland, en Nouvelle-Galles du Sud, en Australie-Méridionale, au Victoria et au sud-ouest de l'Australie-Occidentale.
Il vit dans les forêts clairsemées et à proximité des habitations.

## Alimentation
En plus du nectar, il se nourrit d'insectes et d'autres petits animaux ainsi que de baies et de fruits.

## Reproduction
Le nid est formé de branches, de feuilles, d'écorces et de plumes et est situé entre 2 et 16 mètres du sol dans la fourche d'un arbre dans lequel la femelle pond deux ou trois œufs rose pâle parsemés de taches brunes.

## Sous-espèces
D'après Alan P. Peterson, il en existe trois sous-espèces :
- Anthochaera carunculata carunculata (Shaw) 1790
- Anthochaera carunculata clelandi (Mathews) 1923
- Anthochaera carunculata woodwardi Mathews 1912

## Galerie

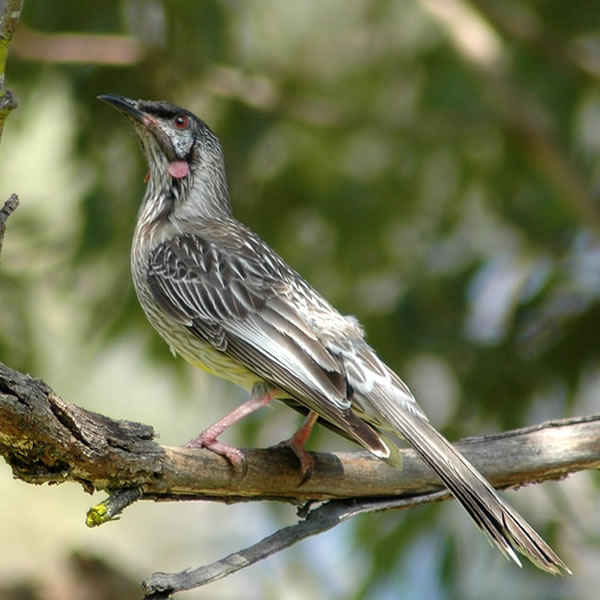
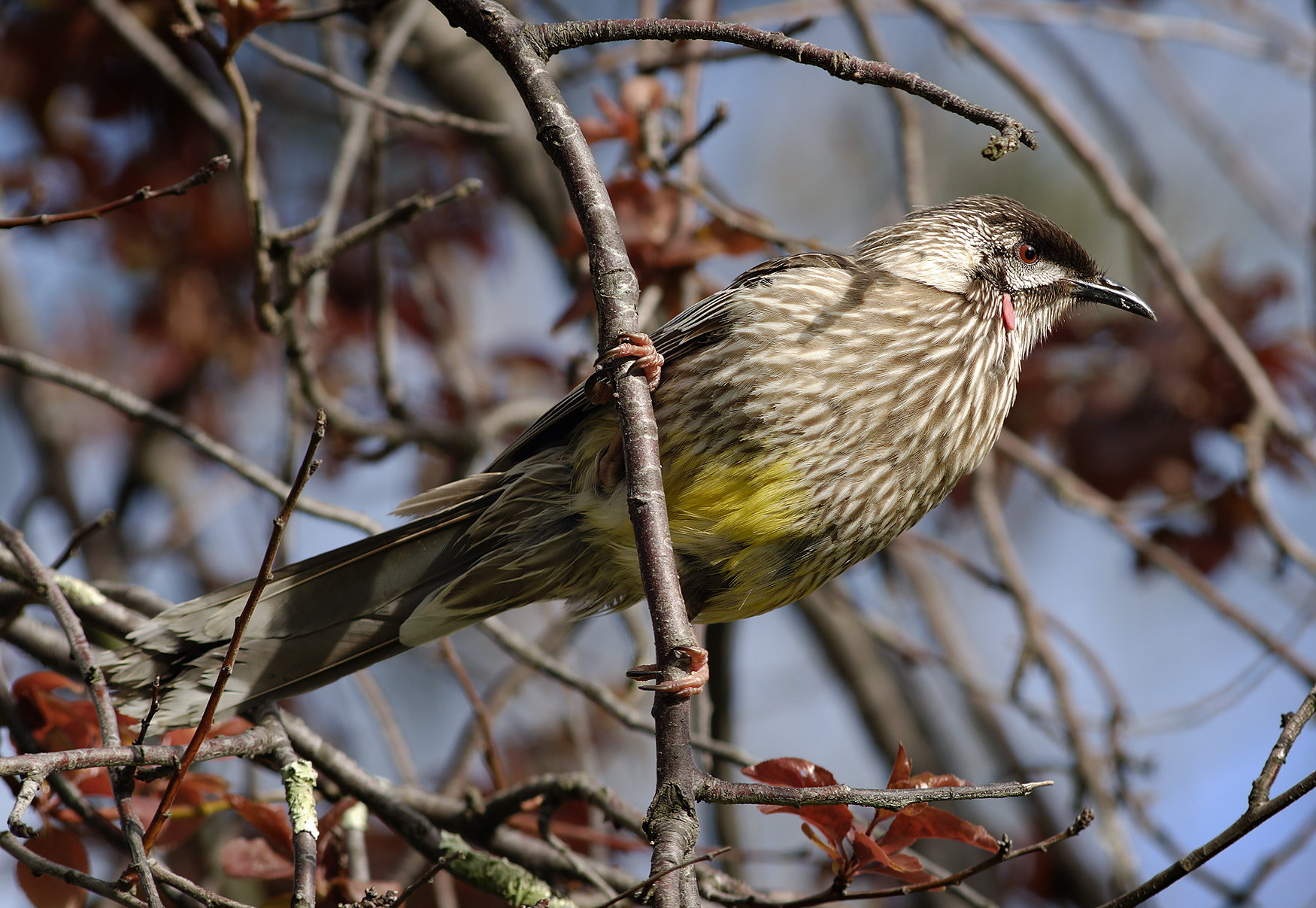
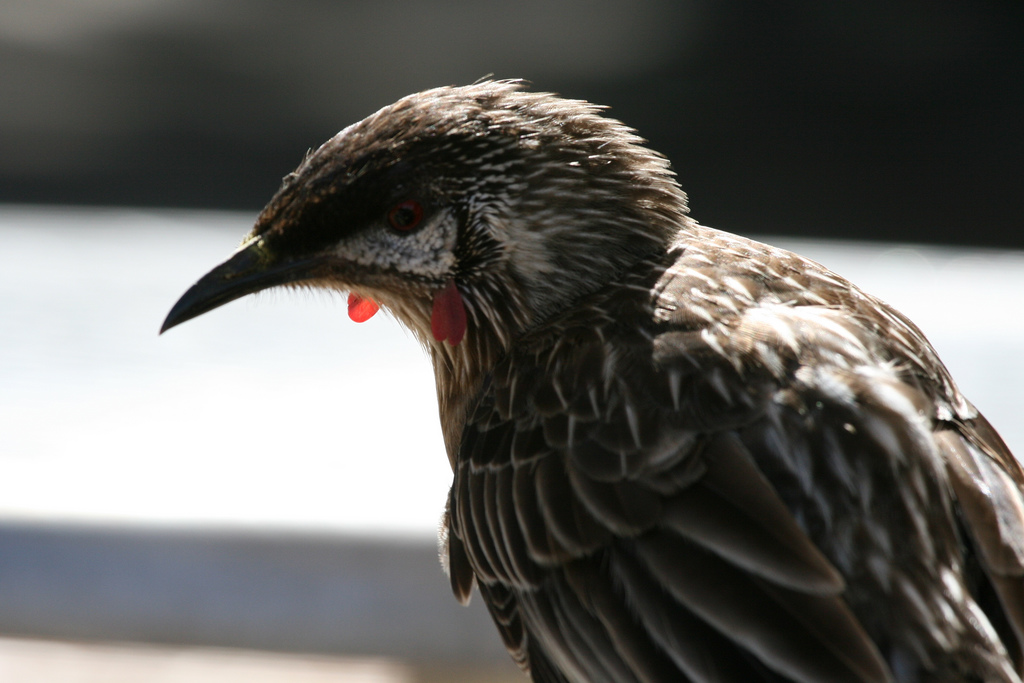
Noter les caroncules